# Metrologia forense
La metrologia forense è una branca della metrologia (la scienza delle misurazioni) applicata alle scienze forensi. I laboratori forensi e quelli criminalistici eseguono numerose misurazioni e test a supporto dei processi penali e delle azioni legali civili . Esempi di metrologia forense includono la misurazione della concentrazione di alcol nel sangue utilizzando un etilometro, la quantificazione di sostanze proibite (sia in peso che in purezza) e misurazioni della caratteristiche delle canne delle armi da fuoco. I risultati delle misurazioni forensi vengono utilizzati per determinare se un sospetto può essere accusato di un crimine o possono essere utilizzati per determinare eventuali aggravi di pena. Altri esempi di metrologia forense includono test che individuano la presenza di una particolare sostanza (ad esempio, cocaina), esame di impronte digitali latenti, analisi volte ad attestare la validità di documenti e analisi del DNA.
Le misurazioni forensi sono tutte riferibili ai campioni del Sistema Internazionale di Unità (SI) come definiti e mantenuti dall'Ufficio Internazionale dei Pesi e delle Misure, alle costanti naturali o ai materiali di riferimento come quelli forniti dal National Institute of Standards and Technology a Gaithersburg, nel Maryland (l'istituto nazionale di metrologia degli Stati Uniti) o dall'INRiM Archiviato il 6 giugno 2022 in Internet Archive. (l'istituto nazionale di metrologia italiano).
Esempi di strumenti e apparecchiature utilizzati nella metrologia forense includono gli etilometri, le bilance, le righe, i calibri, i gascromatografi e le centrifughe.
La metrologia forense sta ricevendo sempre maggiore considerazione e sempre maggiore peso viene dato alla riferibilità metrologica, anche grazie alle raccomandazioni internazionali che spingono per accreditare i laboratori forensi e i laboratori criminalistici secondo i requisiti della ISO 17025.